# Kazuo Saito
Kazuo Saito (斉藤 和夫, Saito Kazuo) est un footballeur japonais né le 27 juillet 1951 dans la préfecture de Saitama au Japon.